# Matt Hamilton
Matthew James Hamilton, detto Matt (Madison, 19 febbraio 1989), è un giocatore di curling statunitense.

## Carriera
Alle Olimpiadi di Pyeongchang 2018 ha ottenuto la medaglia d'oro, sconfiggendo in finale la Svezia per 10-7.

## Palmarès

### Olimpiadi
- 1 medaglia:

1 oro (Pyeongchang 2018).